# Хинлопенбреэн
Хинлопенбреэн (норв. Hinlopenbreen) — ледник на острове Западный Шпицберген (архипелаг Шпицберген), на западной стороне пролива Хинлопена. Впадает в залив Вайгаттбуген.
Ледник расположен в восточной части острова и покрывает площадь около 1250 км². Длина его составляет 70 км. Самый северный ледник земли Улафа V.